# Tarrasch-Verteidigung
Bei der Tarrasch-Verteidigung handelt es sich um eine Eröffnung des Schachspiels, die in mehrere Varianten unterteilt wird.
Die Tarrasch-Verteidigung zählt zu den Geschlossenen Spielen und ist eine Untervariante des Damengambits.
Sie ist nach dem deutschen Schachmeister Siegbert Tarrasch benannt, der sie als einzig korrekte Verteidigung gegen das Damengambit ansah.
Jede ihrer Hauptvarianten beginnt mit folgenden Zügen:
1. d2–d4 d7–d5 2. c2–c4 e7–e6 3. Sb1–c3 c7–c5
Häufig entsteht ein schwarzer Isolani wie in der Hauptvariante nach 4. c4xd5 e6xd5 5. Sg1–f3 Sb8–c6 6. g2–g3 Sg8–f6 7. Lf1–g2 Lf8–e7 8. 0–0 0–0.
Schwarz nimmt bewusst die Schwächung seiner Bauernstellung in Kauf. Als Ausgleich erhält er dafür eine freie Figurenentwicklung.
Den Isolani kann Schwarz in der Hauptvariante nach 9. Lc1–g5 oder nach 6. g2–g3 durch c5–c4 vermeiden. Die Schwedische Variante 6. g2–g3 c5–c4 wird nach 7. Lf1–g2 mit Lf8–b4 8. 0–0 Sg8–e7 fortgesetzt.
Das Fianchetto wurde von Schlechter und Rubinstein eingeführt.
Ein Widerlegungsversuch ist 5. d4xc5.
Nach 4. c4xd5 c5xd4 entsteht eine Nebenvariante, das Schara-Hennig-Gambit. Dieses ist benannt nach dem Wiener Schachspieler Anton Schara, der damit 1918 eine Partie gegen Grünfeld in 19 Zügen gewann, sowie nach dem deutschen Heinz von Hennig, der diese Variante 1929 in Duisburg gegen Benzinger in die Turnierpraxis einführte. Allerdings gibt es Vorläuferpartien, nämlich Marshall gegen Howard, Sylvan Beach 1904 (weißer Sieg) sowie Viakhirev gegen Tschepurnoff, Sankt Petersburg, Allrussische Meisterschaft 1909 (schwarzer Sieg).
Tarrasch bezeichnete die symmetrische Variante 4. e2–e3 Sg8–f6 5. Sg1–f3 Sb8–c6 als einzig richtige Fortsetzung für Weiß. Nun würde nach 6. c4xd5 das Wiedernehmen mit dem Springer Sf6xd5 zur Verbesserten Tarrasch-Verteidigung führen. 6. d4xc5 kam in Rubinsteins Unsterblicher Partie vor.
Die Tarrasch-Verteidigung wird vor allem von Spielertypen geschätzt, die ein aktives Figurenspiel statischen Elementen vorziehen.
In Weltmeisterschaftskämpfen wurde die Tarrasch-Verteidigung von Boris Spasski und Garri Kasparow eingesetzt.